# Paulo Jorge da Silva
Paulo Jorge da Silva est un footballeur international angolais des années 1990. Il participe à la Coupe d'Afrique des nations 1998 avec l'équipe d'Angola, compétition au cours de laquelle il inscrit deux buts.

## Buts en sélection
| Buts en sélection de Paulo Jorge Da Silva | Buts en sélection de Paulo Jorge Da Silva | Buts en sélection de Paulo Jorge Da Silva | Buts en sélection de Paulo Jorge Da Silva | Buts en sélection de Paulo Jorge Da Silva | Buts en sélection de Paulo Jorge Da Silva | Buts en sélection de Paulo Jorge Da Silva          |
|                                           | Date                                      | Lieu                                      | Adversaire                                | Score                                     | Résultat                                  | Compétition                                        |
| ----------------------------------------- | ----------------------------------------- | ----------------------------------------- | ----------------------------------------- | ----------------------------------------- | ----------------------------------------- | -------------------------------------------------- |
| 1.                                        | 1er juin 1996                             | Kampala (Ouganda)                         | Ouganda                                   | 1-0 (1 but à 35e sur penalty)             | 2-0                                       | Coupe du monde de football de 1998 (éliminatoires) |
| 2.                                        | 16 juin 1996                              | Luanda (Angola)                           | Ouganda                                   | 2-0 (1 but à 7e)                          | 3-1                                       | Coupe du monde de football de 1998 (éliminatoires) |
| 3.                                        | 12 février 1998                           | Bobo-Dioulasso (Burkina Faso)             | Namibie                                   | 2-3 (1 but à 67e sur penalty)             | 3-3                                       | CAN 1998 (1er tour)                                |
| 4.                                        | 16 février 1998                           | Ouagadougou (Burkina Faso)                | Côte d'Ivoire                             | 1-2 (1 but à 27e)                         | 2-5                                       | CAN 1998 (1er tour)                                |